# Corvoheteromeyenia australis
Corvoheteromeyenia australis är en svampdjursart som beskrevs av Bonetto och Ezcurra de Drago 1970. Corvoheteromeyenia australis ingår i släktet Corvoheteromeyenia och familjen Spongillidae. Inga underarter finns listade i Catalogue of Life.